# Русин, Михаил Юрьевич
Михаил Юрьевич Русин — конструктор головных частей летательных аппаратов, доктор технических наук, профессор МГТУ имени Н. Э. Баумана.
Родился 25 октября 1946 года в селе Медведевцы Мукачёвского района Закарпатской области.
Окончил среднюю школу в селе Кальник (1964) и Харьковский авиационный институт (ХАИ) (1971) по специальности «проектирование и производство летательных аппаратов».
С 1971 г. работает в ОНПП «Технология» им. А. Г. Ромашина (Обнинск): инженер, инженер-конструктор, заместитель начальника, начальник конструкторского отдела, начальник научно-исследовательского отделения — главный конструктор.
В 1988 году в НИИТС защитил кандидатскую диссертацию на тему «Разработка технологии и конструкций двухслойных головных частей летательных аппаратов» по специальности 05.17.11 — технология силикатных и тугоплавких неметаллических материалов.
В 2001 году в Национальном аэрокосмическом университете ХАИ защитил докторскую диссертацию:
- Научные основы технологической подготовки производства радиопрозрачных обтекателей летательных аппаратов из кварцевой керамики [Текст] : дис… д-ра техн. наук: 05.07.04 / Русин Михаил Юрьевич ; Государственный научный центр РФ ОНПП «Технология», Национальный аэрокосмический ун-т им. Н. Е. Жуковского «Харьковский авиационный ин-т». — Х., 2000. — 437 л.: рис. — Библиогр.: л. 389—414

По совместительству профессор кафедры СМ-13 («Ракетно-космические композитные конструкции») МГТУ имени Н. Э. Баумана.
Область научных интересов:
- методы проектирования и технологии производства конструкций высокоскоростных летательных аппаратов;
- исследование физико-механических, теплофизических, оптических и радиофизических и характеристик новых конструкционных материалов, в первую очередь керамических и композиционных;
- создание и применение испытательных стендов и установок для воспроизведения условий полета высокоскоростных летательных аппаратов в наземных условиях;
- диагностика прочности и устойчивости конструкций при интенсивных динамических и тепловых нагрузках.

Автор (соавтор) более 60 научных публикаций, 1 учебника. Получил 40 авторских свидетельств и 12 патентов на изобретения.
Сочинения:
- Проектирование головных обтекателей ракет из керамических и композиционных материалов : учеб. пособие для студентов вузов, обучающихся по направлению 652600 «Ракетостроение и космонавтика», специальности 130600 «Ракетостроение», 130700 «Косм. аппараты и разгон. блоки» / М. Ю. Русин; Моск. гос. техн. ун-т им. Н. Э. Баумана. — М. : Изд-во МГТУ им. Н. Э. Баумана, 2005. — 63, [1] с. : ил., табл.; 21 см; ISBN 5-7038-2648-9 (в обл.)

Почётный авиастроитель (1996). Заслуженный конструктор РФ (1997). Дважды лауреат Премии Правительства РФ в области науки и техники (1997, 2006). Награждён медалью «За трудовую доблесть» (1988), орденами Почёта (2006) и Александра Невского (2020).